# RW Cephei
RW Cephei è una stella ipergigante rossa che si trova nella costellazione di Cefeo, ed è una delle stelle più grandi conosciute, con un raggio che è stato stimato essere da 1260 a 1650 volte quello del Sole.
Se fosse al posto del Sole RW Cephei arriverebbe quasi all'orbita di Giove.
RW Cephei è anche una stella variabile semiregolare; la sua magnitudine varia da +6,0 a +7,3 con un periodo primario di circa 346 giorni. Negli ultimi 50-70 anni pare che la stella sia passata dalla classe G8 alla classe M0 senza regolarità distinguibili. Se come sembra fa parte dell'associazione stellare Cepheus OB1 la sua distanza è stimata essere in circa 11.000 anni luce, nonostante ciò restano dei dubbi sulla reale distanza della stella.